# Eisenbahnunfall von Hither Green
Bei dem Eisenbahnunfall von Hither Green entgleiste am 5. November 1967 vor dem Bahnhof von Hither Green aufgrund eines Schienenbruchs ein Schnellzug. 49 Menschen starben.

## Ausgangslage
Der Schnellzug von Hastings nach London Charing Cross bestand aus zwei dieselelektrischen Triebwagen (1007 und 1017 der Baujahre 1957 und 1958) zu je sechs Wagen der Baureihe 201 in Stahlbauweise. In dem stark besetzten Zug reisten etwa 550 Fahrgäste, zahlreiche standen. Aufgrund einer Beschränkung im Lichtraumprofil von Tunneln der South Eastern Main Line durften hier nur besondere, 30 cm schmälere Fahrzeuge eingesetzt werden. Diese waren insgesamt leichter und neigten bei hohen Geschwindigkeiten zu Schlingerbewegungen.
Die South Eastern Main Line, die der Zug nutzte, hatte zwar kürzlich teilweise einen neuen Oberbau erhalten, aber es gab auch noch Abschnitte, in denen ältere Schienen lagen, die aus einzelnen Stücken bestanden, die mit Laschen verbunden waren. Im Sommer 1967 war auf der Strecke das Fahrplanangebot erhöht, die Zugfolge verdichtet und die zulässige Höchstgeschwindigkeit hinaufgesetzt worden.

## Unfallhergang
Gegen 21:16 Uhr befuhr der Zug mit einer Geschwindigkeit von etwa 110 km/h den Streckenabschnitt zwischen den Bahnhöfen Grove Park und Hither Green. Hier war kurz vor dem Bahnhof Hither Green ein Schienenbruch aufgetreten: An einem Schienenstoß war das Ende einer Schiene samt verbindender Lasche durchgebrochen. Die beiden ersten Fahrzeuge der Einheit passierten die Schadstelle noch unbeeinträchtigt, aber das vordere Drehgestell des dritten Wagens blieb an dem herausgebrochenen Stück der Schiene hängen und entgleiste. In diesem Zustand fuhr der Zug noch etwa 400 Meter weiter, bis das entgleiste Drehgestell in einer Weiche hängen blieb. Das führte dazu, dass nun alle Wagen – außer dem führenden – entgleisten. Die Kupplungen und Bremsschläuche rissen, so dass der vordere Wagen nach einer dadurch ausgelösten Schnellbremsung nach etwa weiteren 400 Metern zum Stehen kam. Die folgenden fünf Wagen stürzten um, bei einem wurde die Seitenwand weggerissen.

## Folgen
49 Menschen starben. Außerdem wurden 78 Menschen verletzt, 27 davon schwer.
Der Untersuchungsbericht stellte fest, dass der Schienenbruch auf Materialermüdung beruhte, aber auch mangelnder Streckenunterhalt mit ursächlich war. Schon in den Tagen und Wochen zuvor waren mehrere Schienenbrüche auf derselben Strecke entdeckt worden, allerdings bisher immer, bevor – wie hier – ein ganzes Schienenstück herausgebrochen war. Der Streckenunterhalt wurde in der Folge intensiviert.
Da die Unfallstelle im Stadtgebiet von London lag, war Hilfe sehr schnell zur Stelle. Der erste Verletzte wurde 18 Minuten nach dem Unfall im Krankenhaus von Lewisham eingeliefert. Auch der Eisenbahnunfall von Lewisham, der sich zehn Jahre zuvor im selben Stadtteil ereignete, hatte zu einer Verbesserung des Rettungswesens beigetragen.

## Weiter wissenswert
Unter den Überlebenden befanden sich der Sänger Robin Gibb der Bee Gees und seine künftige Frau Molly.